# نمو النبات غير المثمر

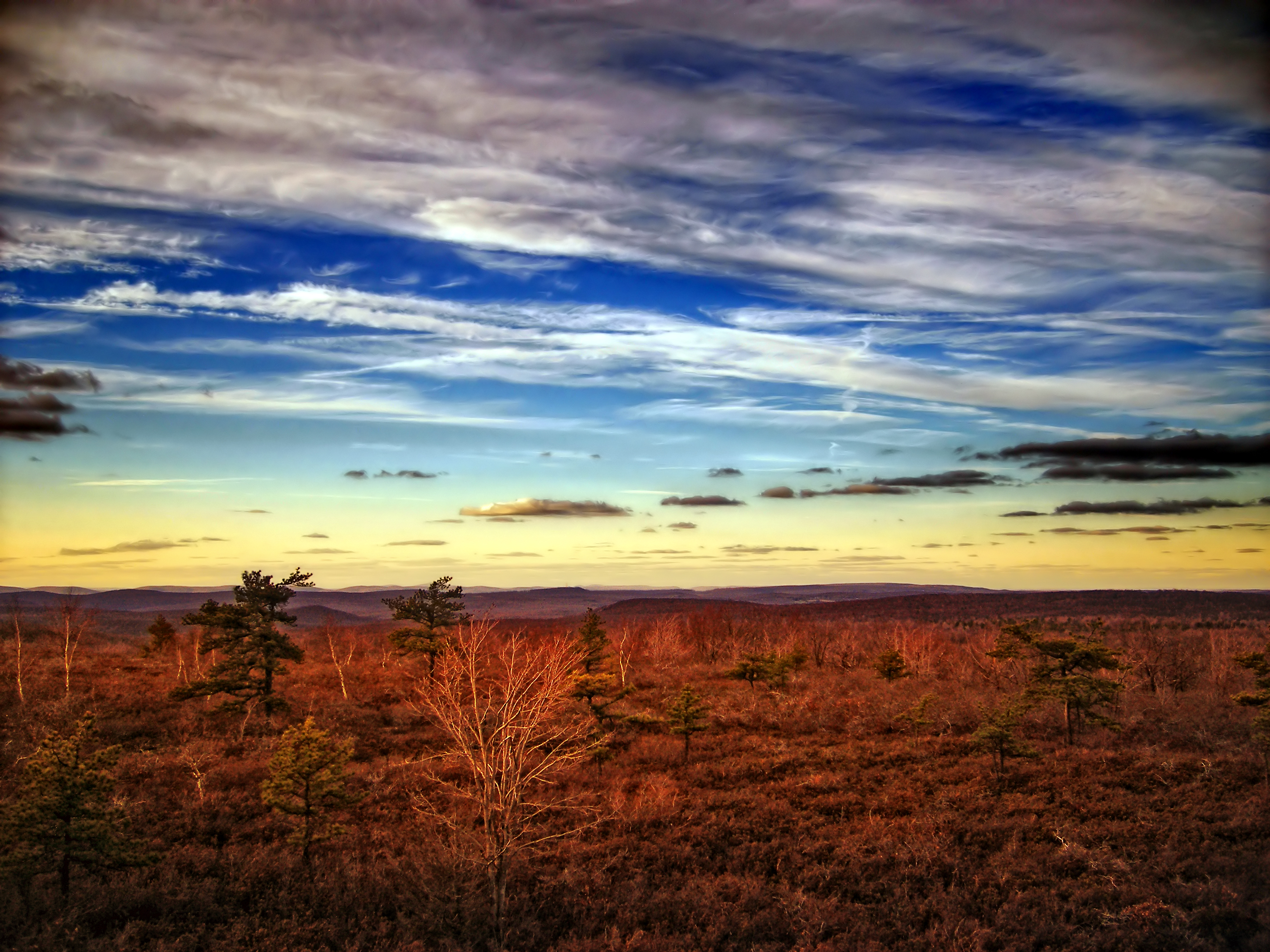

يصف نمو النبات غير المثمر (أو مجرد الأجدب)، مساحة الأرض التي يكون نمو النبات فيها ضئيلاً أو غير مكتمل النمو أو يتضمن تنوعا حيويا بسيطًا. وربما يحدث النمو الضئيل بسبب الرياح العاتية أو المناخ أو رذاذ الملح أو التربة غير الخصبة أو السامة أو الاستغلال الجائر من قبل الإنسان.
وربما تبدو حالات النمو غير المثمرة فقيرة مع الشجيرات أو الحزازيات بدلاً من الأشجار ولكنها توفر بيئات جيدة للأنواع النباتية والحيوانية النادرة التي لا يمكنها التنافس في البيئات الغنية بالمغذيات. وكذلك تستضيف العديد من نباتات السربنتينية غير المثمرة مجموعة موحدة من الأنواع النباتية. تتميز بعض مناطق النباتات غير المثمرة، مثل أراضي الصنوبر غير المثمرة، بأشجار كثيفة وعالية إلى حد ما، على الرغم من أن النباتات الصغيرة الموجودة فقط هي التي تتكيف مع المنبع منخفض التغذية.